# Magdalena Grzebałkowska
Magdalena Grzebałkowska (ur. 1972) – polska pisarka i reporterka „Gazety Wyborczej” dwukrotnie nominowana do Nagrody Literackiej „Nike”.

## Życiorys
Absolwentka studiów historycznych na Uniwersytecie Gdańskim. W 1998 roku została zatrudniona w redakcji „Gazety Wyborczej”. Autorka biografii ks. Jana Twardowskiego, która stanowi jej debiut literacki, oraz Tomasza i Zdzisława Beksińskich. Laureatka Nagrody Grand Press oraz Śląskiego Wawrzynu Literackiego. W 2016 nominowana do Nagrody Literackiej „Nike” za książkę 1945. Wojna i pokój, a w 2022 za książkę Wojenka. O dzieciach, które dorosły bez ostrzeżenia.
Zamieszkała w Sopocie. Jest zamężna, ma córkę.

## Książki
- Ksiądz Paradoks. Biografia Jana Twardowskiego (Społeczny Instytut Wydawniczy „Znak”, Kraków 2011)
- Beksińscy. Portret podwójny (Społeczny Instytut Wydawniczy „Znak”, Kraków 2014)
- 1945. Wojna i pokój (Wydawnictwo Agora SA, Warszawa 2015)
- Komeda. Osobiste życie jazzu (Społeczny Instytut Wydawniczy „Znak”, Kraków 2018)[5]
- Wojenka. O dzieciach, które dorosły bez ostrzeżenia (Wydawnictwo Agora SA, Warszawa 2021)
- Dezorientacje. Biografia Marii Konopnickiej (Wydawnictwo Znak, Kraków 2024)[6].

## Nagrody i nominacje
- Nagrody Stowarzyszenia Dziennikarzy Polskich:
  - Nagroda im. prof. Stefana Myczkowskiego: 2005[7]
  - Nagroda im. Stefana Żeromskiego – dwukrotnie: 2008, 2010[7]
- Grand Press 2009 w kategorii dziennikarstwo specjalistyczne[8]
- Śląski Wawrzyn Literacki 2014 za książkę Beksińscy. Portret podwójny[9]
- nominacja do Nagrody im. Ryszarda Kapuścińskiego za Reportaż Literacki 2014 za książkę Beksińscy. Portret podwójny[10]
- nominacja do Nagrody Literackiej dla Autorki Gryfia 2015 za książkę Beksińscy. Portret podwójny[11]
- nominacja do Nagrody im. Ryszarda Kapuścińskiego za Reportaż Literacki 2015 za książkę 1945. Wojna i pokój[12]
- Polsko-Niemiecka Nagroda Dziennikarska im. Tadeusza Mazowieckiego 2015[13]
- laureatka Nagrody Newsweeka im. Teresy Torańskiej za książkę 1945. Wojna i pokój[14]
- nominacja do Nagrody Literackiej „Nike” 2016 za książkę 1945. Wojna i pokój[15]
- Wybór czytelników Nagrody „Nike” (2016)
- Odsłoniła swoją płytę w oświęcimskiej Alei Pisarzy przy Miejskiej Bibliotece Publicznej im. Ł. Górnickiego „Galeria Książki” w Oświęcimiu[16].
- nominacja do Nagrody Literackiej „Nike” 2022 za książkę Wojenka. O dzieciach, które dorosły bez ostrzeżenia[17]